# 2020 FIFA U-20女子ワールドカップ
2020 FIFA U-20女子ワールドカップ（西: Copa Mundial Femenina de Fútbol Sub-20 de 2020）は、2020年にコスタリカで開催される予定だった第10回目のFIFA U-20女子ワールドカップである。
当初は2020年8月10日から8月30日までの日程で開催する予定であったが、新型コロナウイルス感染症の世界的流行の影響で、国際サッカー連盟（FIFA）は当大会を2021年1月20日から2月6日までの日程に変更すると発表した。しかし、新型コロナウイルス感染症の再拡大により大会そのものの中止を発表。次回の2022年大会はそのままコスタリカで開催されることとなった。

## 概要
2018年7月25日に2020 FIFA U-17女子ワールドカップとともに開催国の立候補の受付を開始した発表した。2018年9月12日の期限までに開催に関心を示していたのは以下の国であった。
- インド
- 韓国

しかし、インドが2020 FIFA U-17女子ワールドカップの開催国に決まったため、改めて開催国の立候補の受付を開始した。この結果、以下の国が立候補した。
- ナイジェリア
- コスタリカ /  パナマ

当初はナイジェリアのみが立候補したため、2019年9月12日にナイジェリアでの開催決定予定だったが、その後コスタリカとパナマが共同で立候補した。2019年12月20日にドーハで開催されたFIFA評議会でコスタリカとパナマが共催で開催が承認された。その後新型コロナウィルスの感染拡大を危惧して2020年7月にパナマが共同開催からの撤退を表明。コスタリカの単独開催となった。

## 出場国
| 大陸連盟 | 出場 枠数 | 予選大会                         | 予選順位 | 出場国・地域     | 出場回数         |
| -------- | --------- | -------------------------------- | -------- | ---------------- | ---------------- |
| CONCACAF | 4         | 開催国                           |          | コスタリカ       | 3大会ぶり3回目   |
| CONCACAF | 4         | CONCACAF U-20女子選手権          | 1位      | アメリカ合衆国   | 10大会連続10回目 |
| CONCACAF | 4         | CONCACAF U-20女子選手権          | 2位      | メキシコ         | 8大会連続9回目   |
| CONCACAF | 4         | CONCACAF U-20女子選手権          | 3位      | TRD              |                  |
| UEFA     | 4         | UEFA U-19女子選手権              | 1位      | ドイツ           | 10大会連続10回目 |
| UEFA     | 4         | UEFA U-19女子選手権              | 2位      | スペイン         | 3大会連続4回目   |
| UEFA     | 4         | UEFA U-19女子選手権              | 3位      | フランス         | 4大会連続8回目   |
| UEFA     | 4         | UEFA U-19女子選手権              | 4位      | オランダ         | 2大会連続2回目   |
| AFC      | 3         | AFC U-19女子選手権               | 1位      | 日本             | 3大会連続7回目   |
| AFC      | 3         | AFC U-19女子選手権               | 2位      | 北朝鮮           | 8大会連続8回目   |
| AFC      | 3         | AFC U-19女子選手権               | 3位      | 韓国             | 2大会ぶり6回目   |
| CAF      | 2         | CAN U-20女子選手権               | 1組1位   | TRD              | TRD              |
| CAF      | 2         | CAN U-20女子選手権               | 2組1位   | TRD              | TRD              |
| CONMEBOL | 2         | U-20スダメリカーノ・フェメニーノ | 1位      | TRD              |                  |
| CONMEBOL | 2         | U-20スダメリカーノ・フェメニーノ | 2位      | TRD              |                  |
| OFC      | 1         | OFC U-19女子選手権               | 1位      | ニュージーランド | 8大会連続8回目   |